# بوژیچی
بوژیچی (به لاتین: Božići) یک منطقهٔ مسکونی در مونته‌نگرو است که در شهرداری آندریژویکا واقع شده‌است. بوژیچی ۱۸۶ نفر جمعیت دارد.